# Liste des maires de Chalon-sur-Saône
Cet article dresse une liste par ordre de mandat des maires de Chalon-sur-Saône.

## Liste des maires

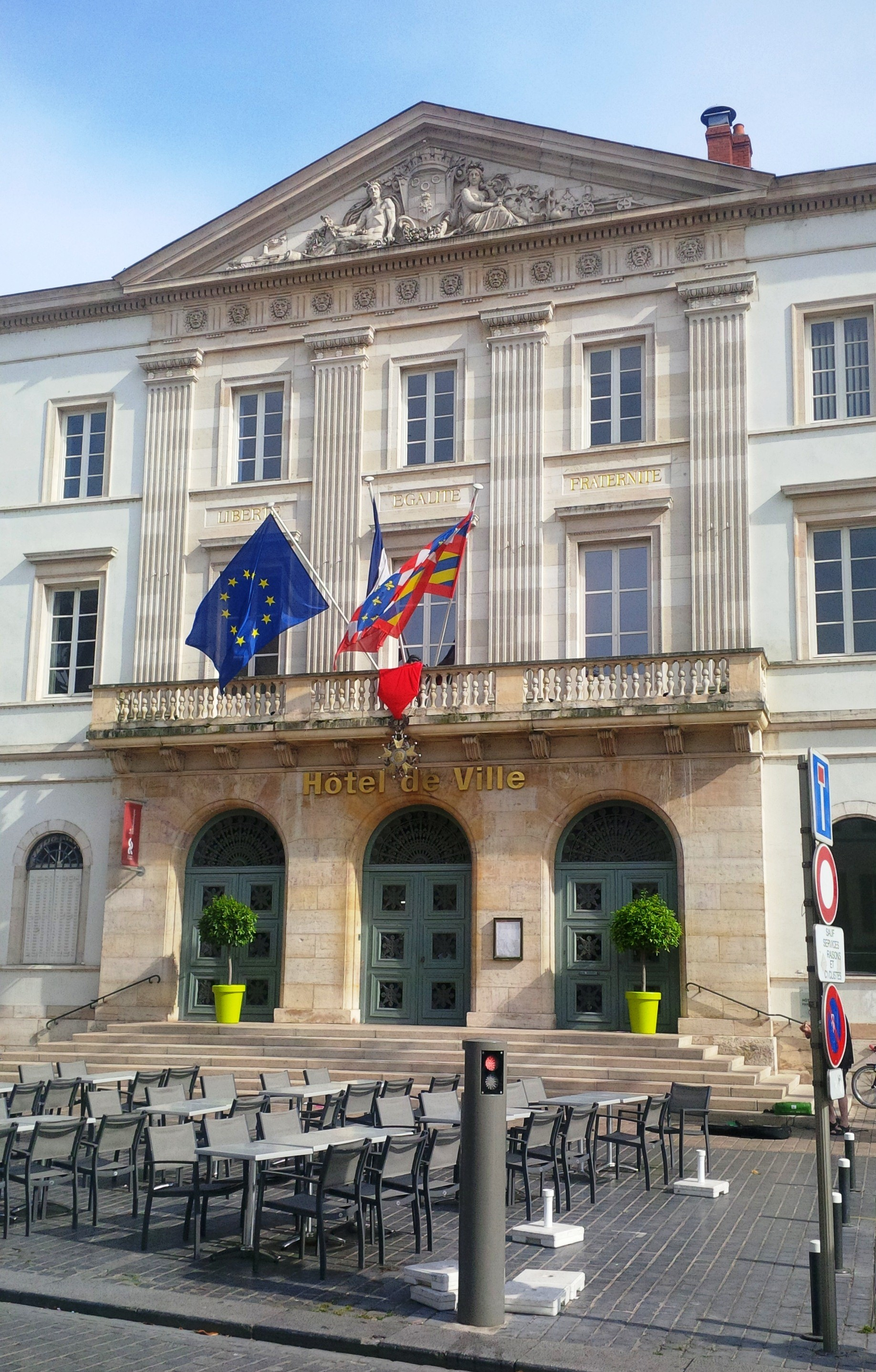
L'hôtel de ville de Chalon-sur-Saône.

| Période                                  | Période | Identité                                   | Étiquette | Qualité                     |
| ---------------------------------------- | ------- | ------------------------------------------ | --------- | --------------------------- |
| Les données manquantes sont à compléter. |         |                                            |           |                             |
| 1386                                     |         | Guillaume de la Marche en Braisse (Bresse) |           | Bailli et maître des foires |
| Les données manquantes sont à compléter. |         |                                            |           |                             |
| 1627                                     | 1628    | Claude-Enoch Virey                         |           |                             |

| Période                                  | Période               | Identité                       | Étiquette    | Qualité |
| ---------------------------------------- | --------------------- | ------------------------------ | ------------ | --- |
| Les données manquantes sont à compléter. |                       |                                |              | |
| 1790                                     |                       | Claude-Marie Journet           |              | |
| 1791                                     |                       | Barthélemy Goin                |              | |
| 1792                                     |                       | Jean Peillon                   |              | |
| 1793                                     |                       | Barthélemy Goin                |              | |
| 1793                                     |                       | M. Pion                        |              | |
| 1795                                     |                       | M. Blanc                       |              | |
| 1795                                     |                       | M. Salomon                     |              | |
| 1795                                     |                       | Anne-Joseph Boyelleau          |              | |
| 1797                                     |                       | M. Bottex                      |              | |
| 1797                                     |                       | M. Benoit                      |              | |
| 1798                                     |                       | M. Charles                     |              | |
| 1799                                     |                       | Charles Pion                   |              | |
| 1799                                     |                       | Charles Sancy                  |              | Député à l'Assemblée constituante (1789-1791) |
| 1799                                     |                       | Jean Crepet                    |              | |
| 1799                                     |                       | Jean Beaume                    |              | |
| 1800                                     |                       | Anne-Joseph Boyelleau          |              | |
| 1804                                     |                       | Louis-Charles Brunet-Denon     |              | |
| 1805                                     |                       | Pierre-Marie Royer             |              | |
| 1815                                     |                       | Vivant Bataillard              |              | |
| 1815                                     |                       | Lazare Gauthey                 |              | |
| 1815                                     |                       | Pierre-Marie Royer             |              | |
| 1815                                     |                       | Claude Louis Jean de Burgat    |              | |
| 1816                                     |                       | Pierre-Marie Royer             |              | |
| 1819                                     |                       | Antoine Coste                  |              | |
| 1821                                     |                       | Antoine Blanc                  |              | |
| 1830                                     |                       | Louis Berthod                  |              | |
| 1832                                     |                       | Charles Lebrun                 |              | |
| 1832                                     | 1835                  | Fortuné Joseph Petiot-Groffier |              | Industriel Député de Saône-et-Loire (1834 → 1842) Conseiller général du canton de Chalon-sur-Saône-Nord (1833 → 1841) |
| Les données manquantes sont à compléter. |                       |                                |              | |
| 1847                                     | 1848                  | Pierre Antoine Daron           |              | |
| Les données manquantes sont à compléter. |                       |                                |              | |
| 1870                                     | 1871                  | Charles Boysset                |              | Député de Saône-et-Loire (1871-1901) |
| Les données manquantes sont à compléter. |                       |                                |              | |
| 1890                                     | 1899                  | Jules Malfroy                  |              | Cloutier, conseiller d'arrondissement du canton de Chalon-sur-Saône-Sud |
| 1899                                     | 1904                  | Pierre Mauchamp                |              | |
| 1904                                     | 1919                  | Jean Richard                   |              | Sénateur de Saône-et-Loire (1908-1929) |
| Les données manquantes sont à compléter. |                       |                                |              | |
| 1926                                     | 1944                  | Georges Nouelle                | SFIO         | Professeur de science Député de Saône-et-Loire (1924 → 1940) |
| 1944                                     | 1952                  | Julien Satonnet                | PSD          | Commis des postes Sénateur de Saône-et-Loire (1946 → 1948) Conseiller général du canton de Chalon-sur-Saône-Nord (1938 → 1940), (1945 → 1951) |
| 1952                                     | mars 1965             | Georges Nouelle                | PSD          | Professeur de science Ancien député de Saône-et-Loire (1924 → 1940) Conseiller général du canton de Chalon-sur-Saône-Nord (1956 → 1966) |
| mars 1965                                | mars 1983             | Roger Lagrange                 | SFIO puis PS | Instituteur retraité Sénateur de Saône-et-Loire (1959 → 1967) Député de la 5e circonscription de Saône-et-Loire (1967 → 1968) Conseiller général du canton de Chalon-sur-Saône-Nord (1966 → 1973) |
| mars 1983                                | juin 2002 (démission) | Dominique Perben               | RPR          | Ministre de la Fonction publique (1995 → 1997) Ministre des Départements et Territoires d'outre-mer (1993 → 1995) Député de la 5e circonscription de Saône-et-Loire (1986 → 1993 ; 1995 puis 1997 → 2002) Conseiller régional de Bourgogne (1992 → 1993) Conseiller général du canton de Chalon-sur-Saône-Ouest (1985 → 1988) |
| juin 2002                                | mars 2008             | Michel Allex                   | UMP          | Pâtissier-chocolatier |
| mars 2008                                | mars 2014             | Christophe Sirugue             | PS           | Cadre supérieur Député de la 5e circonscription de Saône-et-Loire (2007 → 2016) Vice-président de l'Assemblée nationale (2012 → 2014) |
| mars 2014                                | En cours              | Gilles Platret,                | UMP-LR       | Journaliste Conseiller régional de Bourgogne-Franche-Comté (2015 → ) |

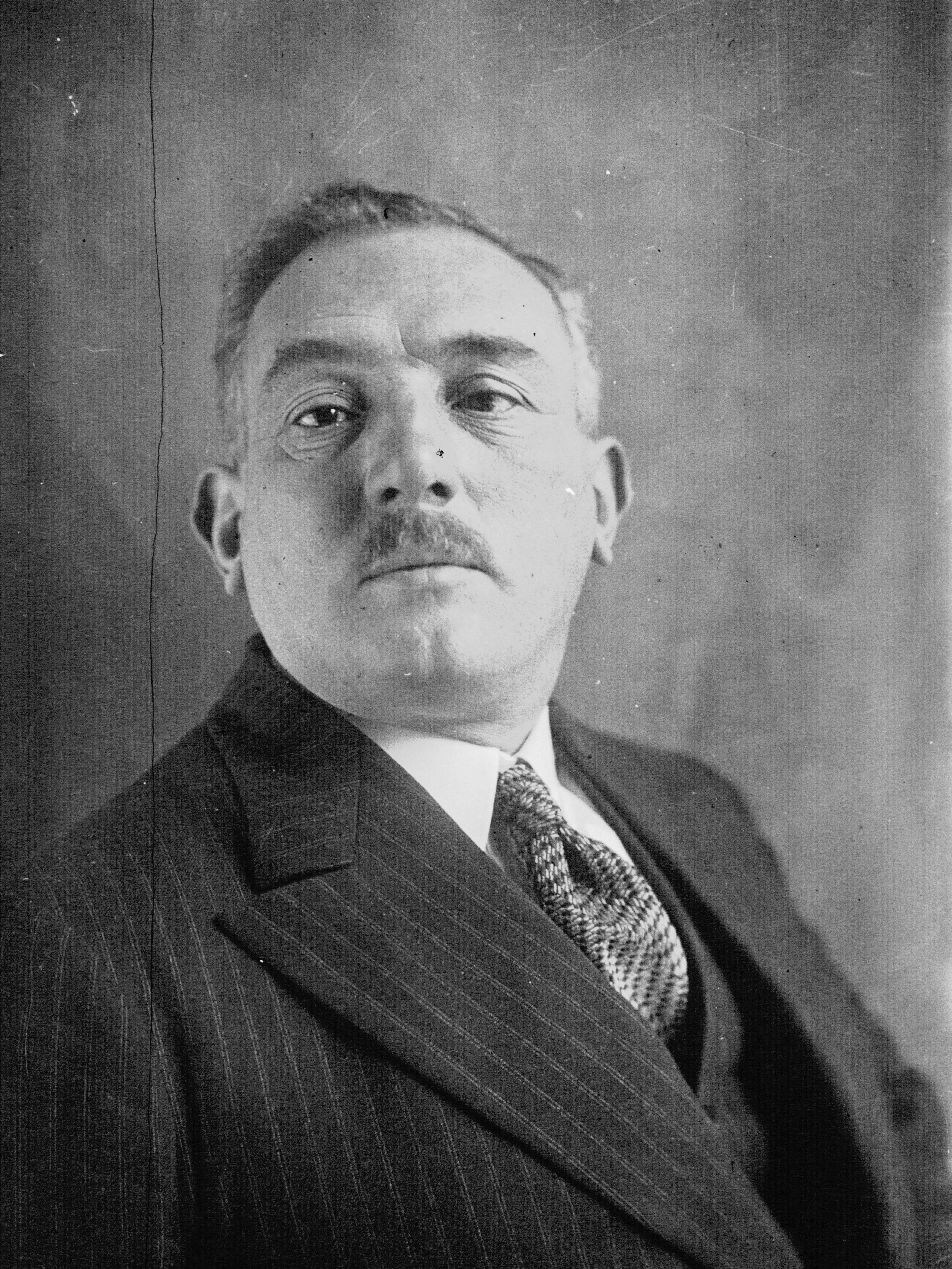
Georges Nouelle.
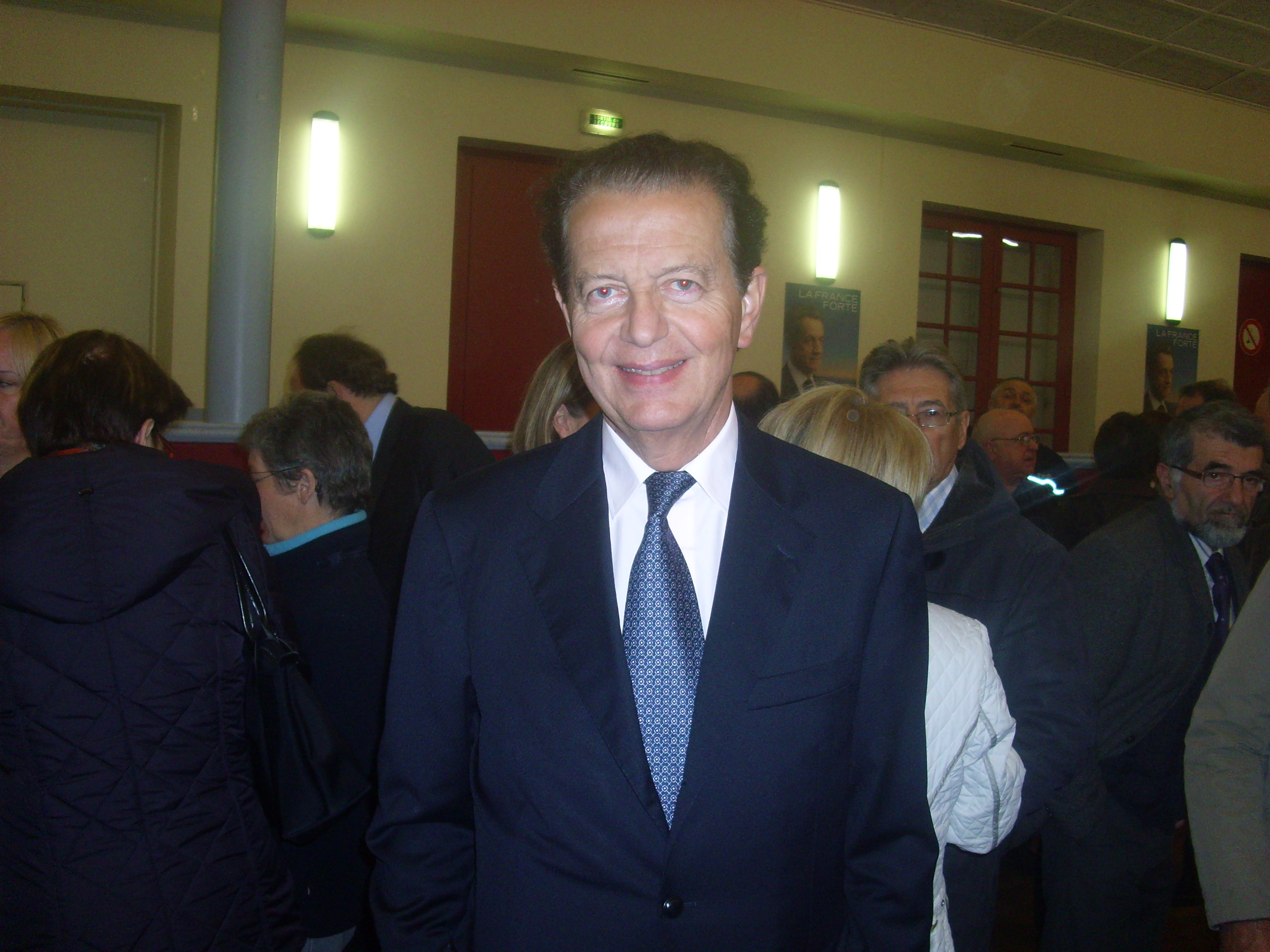
Dominique Perben.
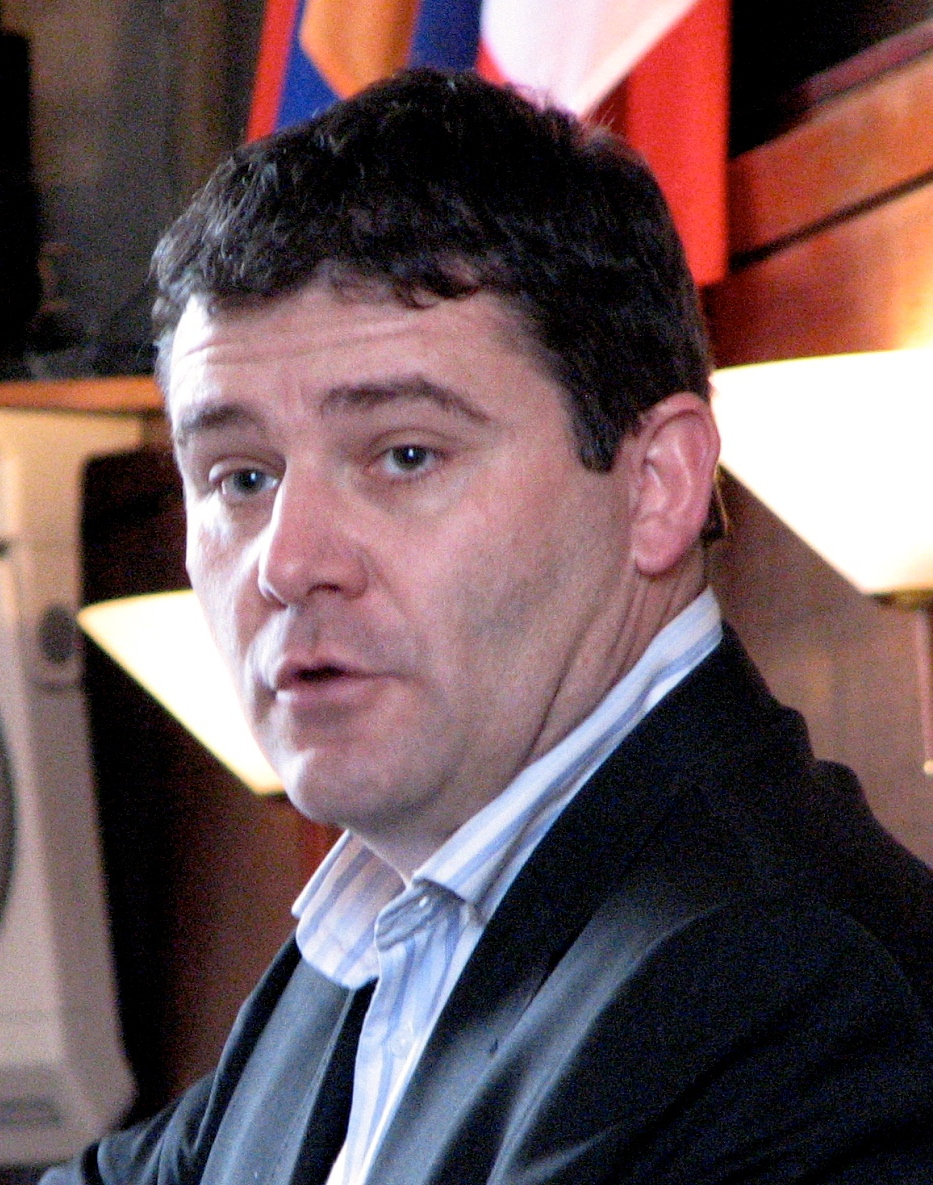
Christophe Sirugue.
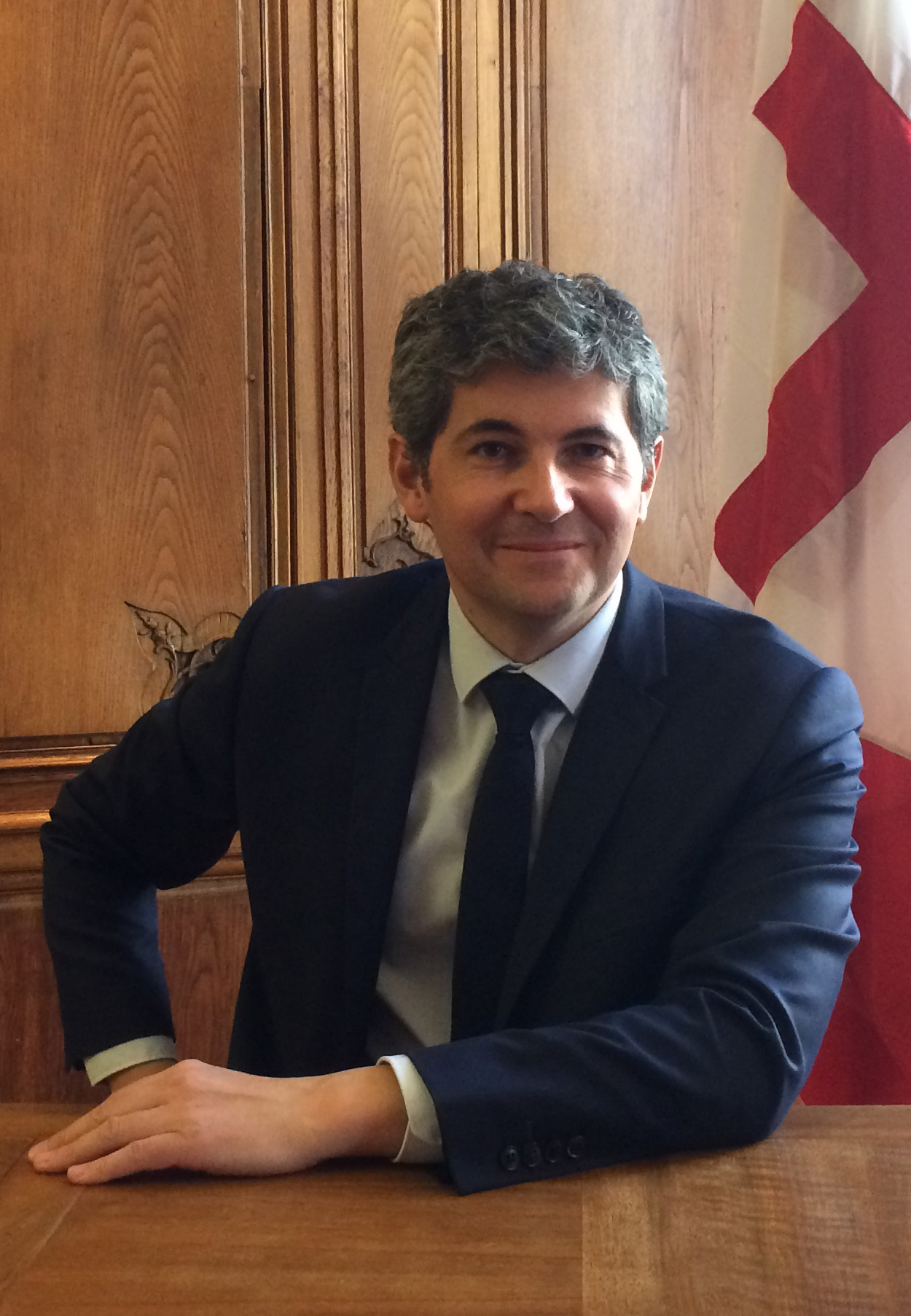
Gilles Platret.